# Kungshamns IF
Kungshamns IF, grundad 1919, är en idrottsförening för fotboll och friidrott i västra Bohuslän. A-herrlaget i fotboll spelar (2020) i div. IV Bohuslän/Dal och A-damlaget i fotboll (i samarbete med Hunnebostrands GoIF och Bovallstrands IF) i div IV Bohuslän-Dalsland. Kungshamns IF har igenom åren uppfostrat flera stora spelare.

## Historik
Föreningen bildades den 8 december 1919 under namnet Gravarne IF. Man anslöts till Riksidrottsförbundet 27 juni 1921, och till Svenska Fotbollförbundet 1926.
1922 invigdes Kungshamnsvallen, 1929 ändrades namnet till Kungshamns IF och åren 1927-1930 var klubben sammanslagen med Smögens IF.
Damfotbollen startades 1979. 
Friidrotten var först att få en egen sektion. Redan 1933 bildades den första friidrottssektionen inom KIF, men lades ner igen 1940. Det skulle ta 43 år innan man startade upp igen 1983.
Det har även funnits en bandysektion mellan 1955 och 1957.
Nämnas bör också damklubben i KIF. Den bildades 1959, och har genom åren samlat in mycket pengar till klubben. Bl.a. köpte damklubben 1973 in dagens klubbhus med kansli, tvättstuga och möteslokaler.

## Kända spelare
Från Kungshamns IF hämtade Gais på 1960-talet en trio spelare som kom att tas ut i Sveriges A-landslag:
- 1963: Hasse Samuelsson
- 1965: Jan Olsson
- 1968: Sten Pålsson